# Блейк, Гордон
Гордон Эйлесворт Блейк (англ. Gordon Aylesworth Blake; 1910—1997) — американский военный деятель, генерал-лейтенант, директор Агентства национальной безопасности США (1962—1965).

## Биография
Родился в Чарльз-Сити (штат Айова) в 1910 году. В 1931 году окончил Военную академию США. В 1930-х годах служил в ряде авиационных подразделений. В сентябре 1941 года в качестве офицера связи принял участие в первом перелёте бомбардировщика B-17 с Гавайских островов до Филиппин по маршруту Мидуэй — Уэйк — Порт-Морсби — Дарвин — Кларк-Филд. Все участники этого перелёта были награждены Крестом лётных заслуг.
В первые месяцы Второй мировой войны в звании подполковника осуществлял авиационный контроль за транспортами на маршруте Австралия — Остров Рождества — Кантон (атолл) — Фиджи — Новая Каледония. В октябре 1942 года был переведён с службу связи и в течение 1942—1945 годов (за исключением периода с октября 1943 по январь 1944) был начальником службы связи ВВС США на Тихом океане. За заслуги во Второй мировой войне адмирал Нимиц наградил его орденом «Легион Почёта» с дубовыми листьями. Также Блейк был удостоен Воздушной медали от военного ведомства США.
В 1940-х—1950-х годах занимал ряд должностей в ВВС, связанных с научно-техническими разработками, внедрил многие новведения в ВВС США для глобальной связи и навигации, в том числе схем с использованием тропосферной связи.
В 1957—1959 возглавлял Разведывательное управление ВВС США. 1 сентября 1959 года был назначен заместителем главнокомандующего и начальником штаба Объединённого Тихоокеанского командования ВВС со штаб-квартирой на Гавайских островах.
С 1 июля 1962 до 1 июня 1965 года был директором Агентства национальной безопасности.
В ВВС США учреждена премия в честь Г. Блейка. Она присуждается авиадиспетчерам и сотрудникам служб аэродрома за действия в опасных ситуациях, благодаря которым опасность для воздушного судна в воздухе или при посадке была устранена.